# Smittia abruzzae
Smittia abruzzae är en tvåvingeart som beskrevs av Rossaro och Lencioni 2000. Smittia abruzzae ingår i släktet Smittia och familjen fjädermyggor.
Artens utbredningsområde är Italien. Inga underarter finns listade i Catalogue of Life.